# Hedwig Dohm

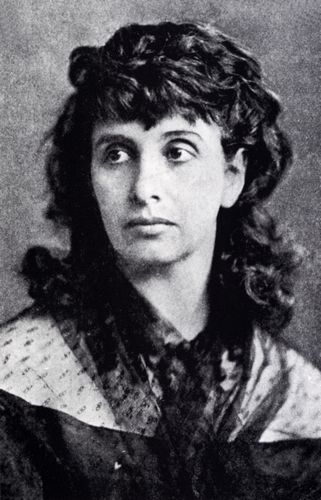
Hedwig Dohm (um 1870)

Marianne Adelaide Hedwig Dohm (geborene Schlesinger; * 20. September 1831 in Berlin; † 1. Juni 1919 ebenda) war eine deutsche Schriftstellerin und Frauenrechtlerin. Sie war eine der ersten feministischen Theoretikerinnen, die geschlechtsspezifische Verhaltensweisen auf die kulturelle Prägung zurückführte statt auf biologische Determination.

## Leben

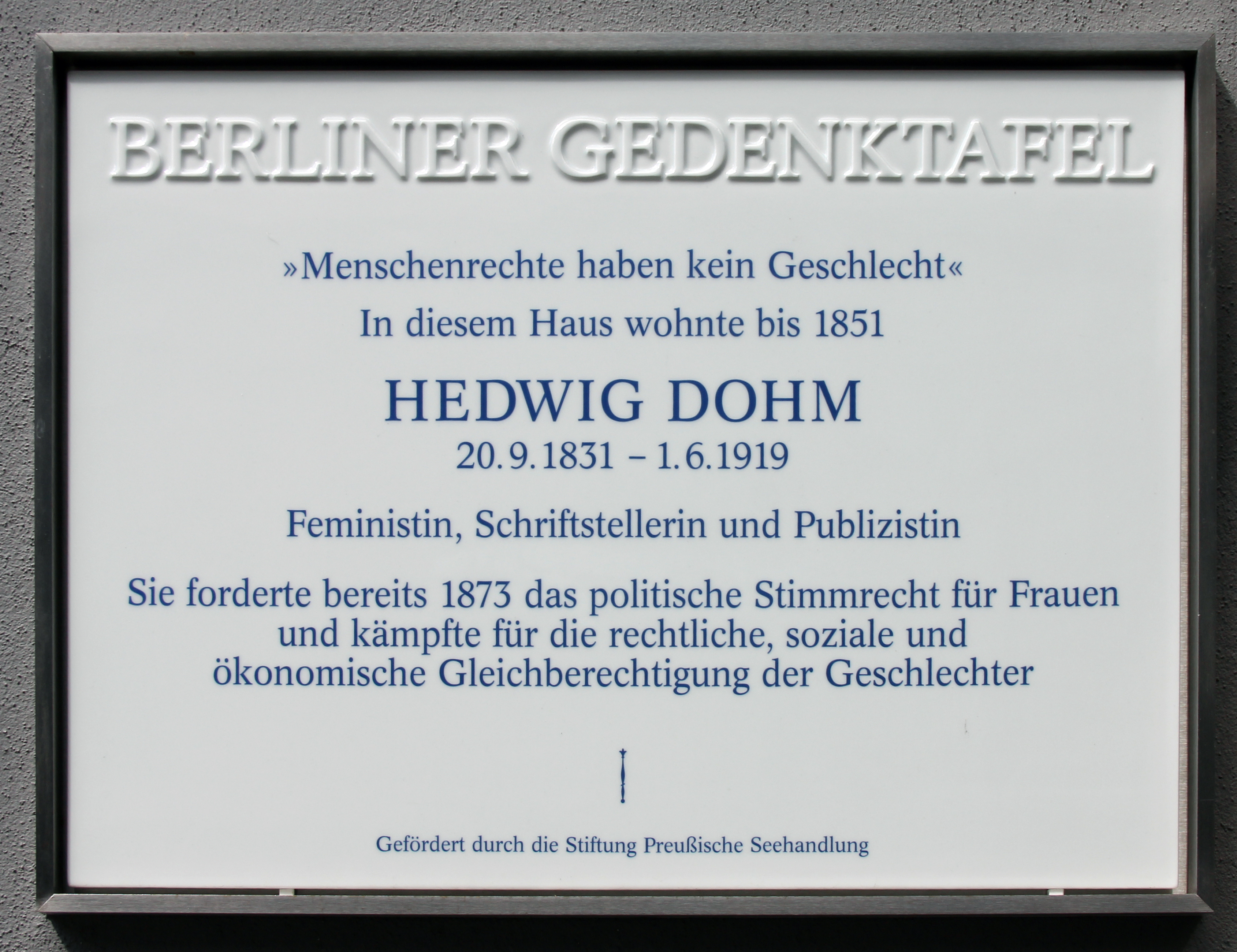
Berliner Gedenktafel am Haus Friedrichstraße 235 in Berlin-Kreuzberg

Hedwig Dohm war das vierte von 18 Kindern des Tabakfabrikanten Gustav Adolph Gotthold Schlesinger und dessen Frau Wilhelmine Henriette Jülich. Sie wurde, wie neun ihrer Geschwister, unehelich geboren, denn ihren Eltern war es erst 1838, nach dem Tod des Großvaters väterlicherseits, möglich zu heiraten. Dieser hatte seinem Sohn die Enterbung angedroht, falls er die ebenfalls unehelich geborene Jülich heiraten sollte. Hedwig Dohms Vater stammte aus einer jüdischen Familie und konvertierte 1817 zur Evangelischen Kirche; ab 1851 durfte er den Familiennamen Schleh führen.
Den Töchtern der Familie wurde nur eine eingeschränkte Schulausbildung zugestanden, während die Söhne das Gymnasium besuchen durften. Mit 15 Jahren musste Hedwig Dohm die Schule verlassen und stattdessen im Haushalt der Familie helfen. Drei Jahre später wurde ihr der Besuch eines Lehrerinnenseminars ermöglicht. 1853 heiratete sie Ernst Dohm, den Chefredakteur der satirischen Zeitschrift Kladderadatsch, mit dem sie zwischen 1854 und 1860 fünf Kinder bekam. Der einzige Sohn Hans Ernst (* 1854) starb mit elf Jahren, die vier Töchter Gertrude Hedwig Anna (1855–1942), Ida Marie Elisabeth (* 1856), Marie Pauline Adelheid (* 1858) und Eva (* 1859, 1. Ehe Max Klein, 2. Ehe Georg Bondi) erhielten eine fundierte Schul- und Berufsausbildung.
Hedwig Dohm war die Großmutter von Katia Mann, der Ehefrau von Thomas Mann, und des Physikers und Astronomen Hans Rosenberg sowie Urgroßmutter der deutsch-schweizerischen Journalistin und Schriftstellerin Eva Maria Borer.
Das Ehepaar Dohm verkehrte in intellektuellen Kreisen Berlins. Hedwig Dohm eignete sich das Wissen für ihre erste Veröffentlichung Die spanische National-Literatur in ihrer geschichtlichen Entwicklung von 1867 autodidaktisch an.
In der ersten Hälfte der 1870er-Jahre erschienen die ersten vier feministischen Bücher von Hedwig Dohm, in denen sie die völlige rechtliche, soziale und ökonomische Gleichberechtigung von Frauen und Männern forderte. Auch das Stimmrecht für Frauen forderte sie bereits 1873, als eine der ersten in Deutschland. Diese vier Essays – einer davon ist Der Frauen Natur und Recht – machten sie mit einem Schlag berühmt, stießen aber auch auf heftige Kritik, nicht nur unter den „Herrenrechtlern“, sondern auch in den Reihen der damaligen bürgerlichen Frauenbewegung, der Dohms radikale Thesen zu weit gingen. Die bürgerlichen Frauen konzentrierten sich auf die Forderung einer verbesserten Schulbildung für Mädchen und die Versorgung ledig gebliebener Mütter. Ende der 1870er-Jahre veröffentlichte Dohm mehrere Lustspiele, die sämtlich im Berliner Schauspielhaus aufgeführt wurden.
1883 starb ihr Mann Ernst Dohm nach langer Krankheit. Nach seinem Tod begann Hedwig Dohm, Novellen und Romane zu schreiben. Als der radikale Flügel der Frauenbewegung Ende der 1880er-Jahre erstarkte, widmete sie sich wieder vermehrt politischen Publikationen in Zeitungen und Zeitschriften. Außerdem war sie Mitbegründerin mehrerer radikaler Vereine, u. a. des Frauenvereins Reform (später Verein Frauenbildung–Frauenstudium), der sich für eine umfassende Bildungsreform und das Frauenstudium einsetzte. Sie trat Minna Cauers radikalem Verein Frauenwohl bei und als 74-Jährige wurde sie Mitglied der Gründungsversammlung von Helene Stöckers Bund für Mutterschutz und Sexualreform. Bis zu ihrem Tod 1919 veröffentlichte sie mehrere Essaybände und fast hundert Artikel in Zeitungen und Zeitschriften, in denen sie sich zu aktuellen Debatten in Literatur und Politik äußerte und positionierte.

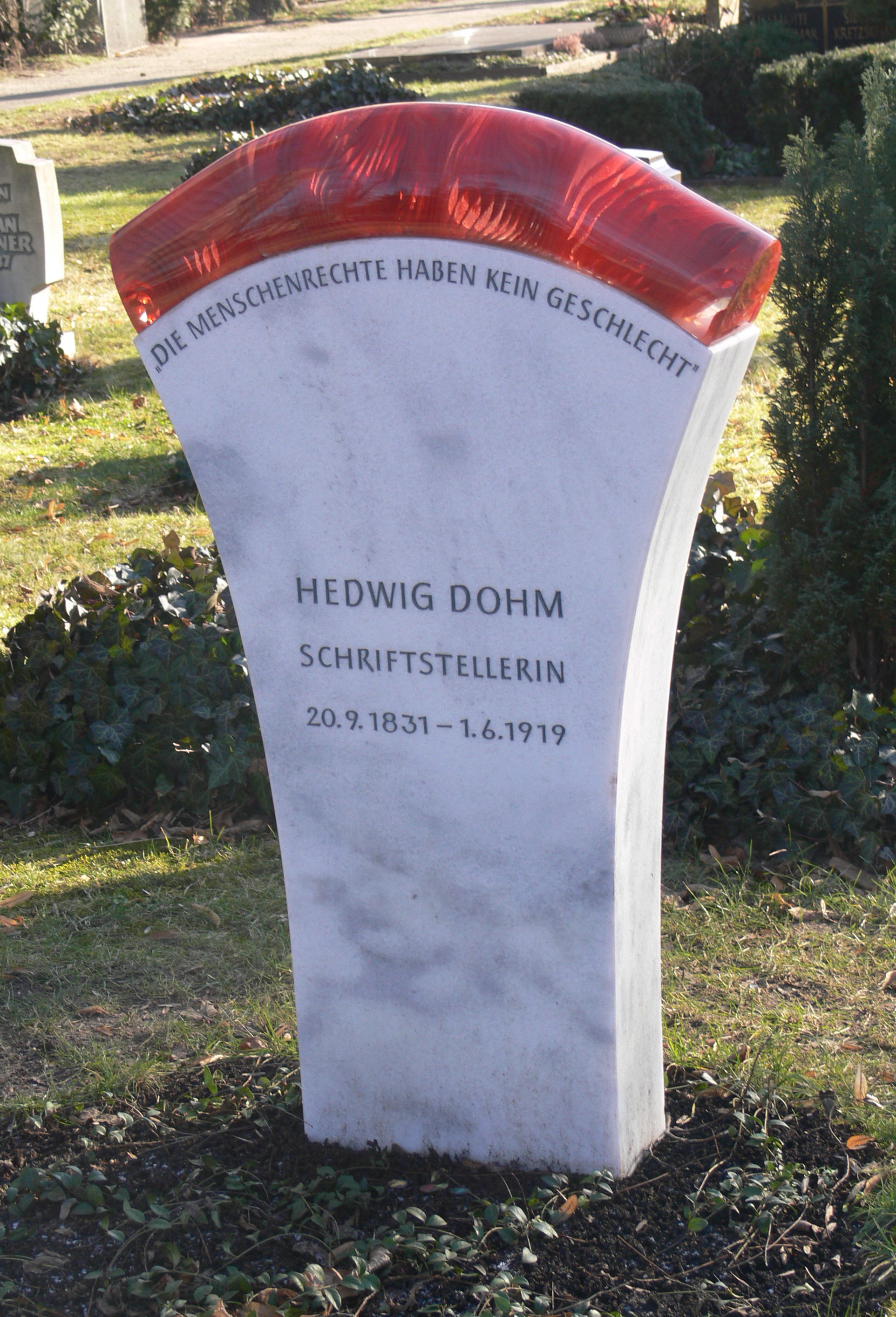
Der neue Grabstein für Hedwig Dohm auf dem Alten St.-Matthäus-Kirchhof in Berlin, fotografiert 2009

Im Ersten Weltkrieg (1914–1918) gehörte Dohm zu den wenigen Intellektuellen, die sich von Anfang an gegen den Krieg äußerten; dem „Hurra-Patriotismus“ stand sie kritisch gegenüber. In ihren letzten Schriften, die sie zumeist in explizit pazifistischen Medien wie Franz Pfemferts Die Aktion veröffentlichte, gab sie sich als kompromisslose Pazifistin zu erkennen. Die Einführung des Frauenwahlrechts 1918 in Deutschland erlebte sie noch.
Hedwig Dohm starb mit 87 Jahren am 1. Juni 1919. Sie ist auf dem Alten St.-Matthäus-Kirchhof in Berlin-Schöneberg begraben. Der Journalistinnenbund hat am 22. September 2007 dort eine Gedenkstätte mit neuem Grabstein errichtet. Im August 2018 beschloss der Berliner Senat, Hedwig Dohm als Persönlichkeit mit besonderer Bedeutung für Berlin mit einem Ehrengrab zu ehren. Die feierliche Einweihung fand am 24. März 2019 im Beisein der Bezirksbürgermeisterin von Tempelhof-Schöneberg, Angelika Schöttler, und weiteren Vertretern der Politik sowie des Journalistinnenbundes statt.

## Schaffen
Hedwig Dohm war eine frühe Vordenkerin des Feminismus. Sie forderte gleiche Bildung und Ausbildung für Mädchen wie für Jungen. Sie war überzeugt davon, dass ökonomische Selbständigkeit der einzige Weg für Frauen sei, um nicht mehr zwangsläufig im „Ehegefängnis“ zu landen, sondern sich freiwillig für oder gegen eine – dank der ökonomischen Unabhängigkeit gleichberechtigte – Partnerschaft mit einem Mann entscheiden zu können.
Neben den Forderungen nach gleicher Ausbildung und weiblicher Erwerbstätigkeit sprach sie sich vehement für das Frauenwahlrecht aus.
Helene Lange urteilte 1925: „Die Respektlosigkeit und Selbstsicherheit, mit der Hedwig Dohm ihre geistreiche Feder gegen die Männer führte, war vielen noch ganz ‘in der Furcht des Herrn’ erzogenen Frauen zu ungewohnt.“
In Die Antifeministen von 1902 deckt Hedwig Dohm in humorvoller Sprache die Ideologien der Vordenker und Meinungsmacher ihrer eigenen Zeit auf und entlarvt deren Widersprüche und Furcht vor dem weiblichen Geschlecht als dümmliche Verteidigung von Machtansprüchen.
In Die Mütter von 1903 thematisiert Dohm die Mutterliebe, die ihrer Ansicht nach kein natürlicher Trieb sei, sondern anerzogen und – in Ermangelung anderer Betätigungsfelder für Frauen – kultiviert werde. Um die Vereinbarkeit von Familie und Beruf für Mütter zu gewährleisten, schlägt sie vor, Hausarbeit und Kinderziehung durch Institutionen erledigen zu lassen.

## Schriften

### Gesellschaftspolitische Schriften

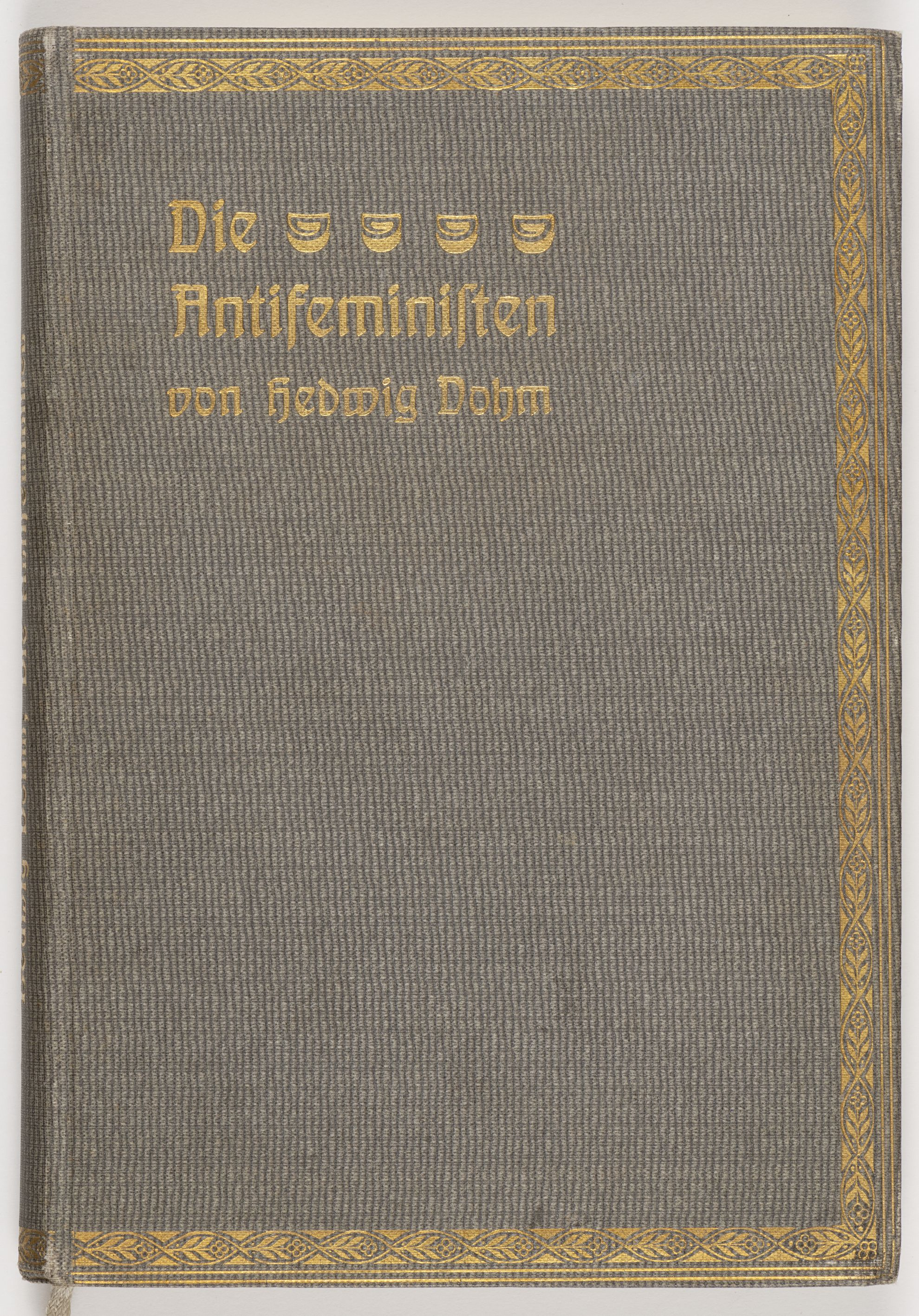
Erstausgabe von Die Antifeministen

- Was die Pastoren von den Frauen denken, 1872. online
  - Neuausgabe Was die Pastoren denken. Ala, Zürich 1986, ISBN 3-85509-027-0
- Der Jesuitismus im Hausstande. Ein Beitrag zur Frauenfrage. 1873 (Digitalisat und Volltext im Deutschen Textarchiv) online
  - Neuausgabe Falsche Madonnen. Jesuitismus im Hausstande von 1893. Ala, Zürich 1989, ISBN 3-85509-030-0
- Die wissenschaftliche Emancipation der Frauen, 1874. online
  - Neuausgabe Emanzipation. Die wissenschaftliche Emancipation der Frauen. Der Text von 1874 (und weitere Schriften von und über Dohm bis 1919.) Ala, Zürich 1977, ISBN 3-85509-008-4 (Über den Universitäts-Zugang. Auch in Marlis Gerhardt, Hg.: Essays berühmter Frauen. Lou Andreas-Salomé; Hannah Arendt; Else Lasker-Schüler; Marieluise Fleißer; Ulrike Meinhof; Silvia Bovenschen u. a. Insel, Frankfurt am Main 1997, ISBN 3-458-33641-9)
- Der Frauen Natur und Recht. Zur Frauenfrage. Zwei Abhandlungen über Eigenschaften und Stimmrecht der Frauen, Berlin 1876 (Digitalisat und Volltext im Deutschen Textarchiv) online
  - Neuausgabe (Nachdruck): Ala, Zürich 1986, ISBN 3-85509-029-7
- Die Antifeministen. Ein Buch der Verteidigung, 1902. online
- Die Mütter. Ein Beitrag zur Erziehungsfrage, 1903. online
- Erziehung zum Stimmrecht der Frau. Berlin 1910 (= Schriften des Preußischen Landesvereins für Frauenstimmrecht, Bd. 6) (Digitalisat und Volltext im Deutschen Textarchiv)
- Der Missbrauch des Todes, 1917. online
- Die kulturelle Gewalt gegen Frauen: Feministische Theorien von Hedwig Dohm. [Die Antifeministen, Die wissenschaftliche Emancipation der Frauen u. a. m.] Maricruz López Rangel (Hrsg.) CreateSpace Independent Publishing Platform 2013, ISBN 978-1-4826-8178-9.

Außerdem verfasste Dohm fast 100 Artikel, Rezensionen, Gesellschaftsanalysen und -polemiken für Zeitungen und Zeitschriften.

### Prosatexte
- „Werde, die du bist!“ Wie Frauen werden. Zwei Novellen, 1894. Neuausg. 2015
  - Neuausgabe Wie Frauen werden: Zenodot, Berlin 2007, ISBN 3-86640-178-7
- Sibilla Dalmar. Roman aus dem Ende unseres Jahrhunderts. 1896. Neuausg. 2019
- Schicksale einer Seele. 1899. Neuausg. 2019
- Christa Ruland, 1902. Neuausg. online
- Erinnerungen (mit Hedda Kosch). Ala, Zürich 1980, ISBN 3-85509-013-0
  - Neuausgabe: Zenodot, 2007, ISBN 3-86640-126-4
- Sommerlieben. Freiluftnovelle. Ebersbach, Berlin 2006, ISBN 3-938740-25-6

### Bühnenwerke
- Vom Stamm der Asra. Lustspiel 1874. online
- Der Seelenretter. Lustspiel 1875. online
- Ein Schuß ins Schwarze. Lustspiel 1878
- Die Ritter vom goldenen Kalb. Lustspiel 1879

### Edition Hedwig Dohm
Erste kommentierte Gesamtausgabe der Werke Dohms, Herausgeberinnen Nikola Müller & Isabel Rohner. Trafo, Berlin
- Ausgewählte Texte. Ein Lesebuch zum Jubiläum des 175. Geburtstages mit Essays und Feuilletons, Novellen und Dialogen, Aphorismen und Briefen, 2006, ISBN 3-89626-559-8.
- Sibilla Dalmar, Kommentierte Neuausgabe mit zeitgenössischen Rezensionen. 2006, ISBN 3-89626-560-1.
- Schicksale einer Seele, Kommentierte Neuausgabe mit den zeitgenössischen Rezensionen. 2007, ISBN 3-89626-561-X.
- Christa Ruland, Kommentierte Neuausgabe mit den zeitgenössischen Rezensionen. 2008
- Briefe aus dem Krähwinkel, 100 Briefe erstmals veröffentlicht. 2009

## Würdigung

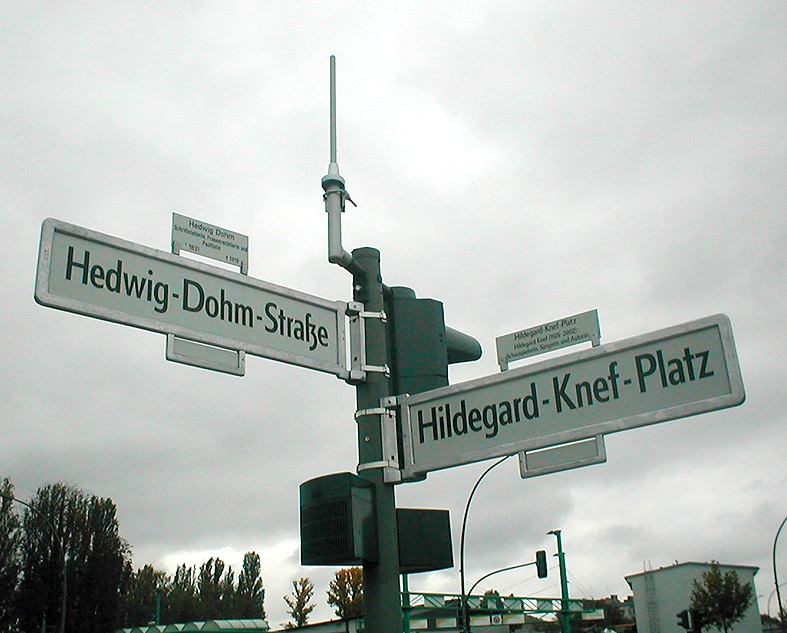
Hedwig-Dohm-Straße, Berlin

- Hedwig-Dohm-Haus,[11] Ziegelstraße 4, 10117 Berlin
- Seit 1991 verleiht der Journalistinnenbund jährlich die Hedwig-Dohm-Urkunde an Frauen für ihre herausragende journalistische (Lebens-)Leistung und ihr frauenpolitisches Engagement.
- Am 25. Oktober 1994 wurde im neuen Freiburger Stadtteil Rieselfeld nach ihr der Hedwig-Dohm-Weg benannt.[12] Inzwischen gibt es vier weitere in Idstein, in Köln-Sürth, in Leopoldshöhe sowie in Halle/Westfalen.
- Die Hedwig-Dohm-Straße in Berlin am Fernbahnhof Südkreuz (Ecke Hildegard-Knef-Platz) trägt seit 2007 ihren Namen.[13]
- Eine Schule in Berlin-Moabit, Stephanplatz, ist nach ihr benannt.
- Am 5. Juni 2013 wurde an ihrem ehemaligen Wohnort, Friedrichstraße 235, in Berlin-Kreuzberg, eine Berliner Gedenktafel enthüllt.
- Am 6. Dezember 2013 wurde in Stuttgart-Nord eine Berufsschule eingeweiht mit Hedwig Dohm als Namensgeberin.[14]
- Seit November 2018 ist ihre Grabstätte als Ehrengrabstätte der Stadt Berlin gewidmet.[15]
- Im Bremer Stadtteil Neustadt ist seit 2019 eine Straße nach ihr benannt.[16]
- Seit 2016 trägt eine Straße im Neubaugebiet Franzenbrunnen in Saarbrücken ihren Namen, Hedwig-Dohm-Straße.[17]
- Zum 192. Geburtstag am 20. September 2023 wurde ihr ein Google Doodle gewidmet.[18]